# Успенский собор (Смоленск)
Собо́р Успе́ния Пресвято́й Богоро́дицы — православный храм в Смоленске, кафедральный собор Смоленской митрополии Русской православной церкви. Находится в центральной части города на Соборной горе, к юго-востоку от храма в честь Благовещения Пресвятой Богородицы. Возведён на рубеже XVII и XVIII веков в память о героической обороне Смоленска 1609—1611 годов на месте одноимённого собора XII века. Главный престол освящён в честь Успения Пресвятой Богородицы. Внутри сохранились иконостас и убранство в стиле киевского барокко.
В соборный ансамбль входят также надвратная Богоявленская церковь с деревянным завершением (1785—1787), предназначенная для богослужений в холодное время года, колокольня (1767—1772; архитектор Пётр Обухов) и расположенный к югу комплекс архиерейского двора с церковью Иоанна Предтечи (1699—1703, перестроена в 1780-х годах).

## Исторические сведения

### Древний собор Мономаха

#### Основание собора
Первоначальный собор в честь Успения Пресвятой Богородицы был основан Владимиром Мономахом в 1101 году. Получив в своё владение смоленскую и суздальскую земли, Владимир Мономах одновременно начал строительство соборов Успения Пресвятой Богородицы в Смоленске и Суздале. Точно так же, как собор Успения Пресвятой Богородицы в Суздале положил начало каменному строительству на северо-востоке Руси, каменный собор, заложенный Владимиром Мономахом в Смоленске, почти полвека оставался единственным каменным храмом города, чем было ознаменовано начало монументального зодчества Смоленского княжества.
В Успенский собор Смоленска Владимир Мономах перевёз из Чернигова икону Богородицы Одигитрии, доставшуюся ему по наследству от его матери. В связи с этим икона получила наименование Смоленской иконы Божией Матери.
Существует предположение, что эти соборы были построены зодчими из другого княжества Владимира Мономаха — Переяславля-Русского, где ранее епископом Ефремом уже было осуществлено строительство целого ряда каменных монументальных построек.

#### Учреждение Смоленской епархии
В 1127 году смоленским князем стал внук Владимира Мономаха князь Ростислав Мстиславич. Сумев отстоять за собой право на смоленский стол в междоусобных войнах и последовательно проводя внутреннюю политику, направленную на устроение смоленской земли, Ростислав Мстиславич привёл Смоленское княжество к его расцвету, став родоначальником династии смоленских князей Ростиславичей.
Несмотря на сообщение Ипатьевской летописи, Успенский собор не имел кафедры при жизни Владимира Мономаха, запись о чём является поздней вставкой летописца, сделанной уже после учреждения Смоленской епархии. Во время постройки каменных соборов в Смоленске и Суздале эти города, как и Переяславское княжество, находились во владении Владимира Мономаха, у которого не было причин для их обособления и выведения смоленских и суздальских земель из подчинения переяславского епископа. Тем не менее, одновременное возведение соборов в Смоленске и Суздале может говорить о намерении Владимира Мономаха создать там наместничества Переяславской епархии.
Но на фоне подъёма Смоленского княжества и стремления Ростислава Мстиславича к проведению независимой политики внутри Древнерусского государства перед ним встал вопрос об учреждении особой смоленской епархии, которая и была основана в 1136—1137 годах. К моменту учреждения Смоленской епархии строительство Успенского собора, заложенного Владимиром Мономахом, было уже завершено. Первым смоленским епископом был назначен Мануил Грек, а Успенский собор стал кафедральным. Между князем Ростиславом Мстиславичем и первым епископом было заключено соглашение, вошедшее в историю под названием «Уставные грамоты Ростислава».

#### Достройка собора князем Ростиславом
Получение Успенским собором кафедры является событием, подтверждающим завершённость его строительства. Тем не менее, в правление смоленского князя Ростислава Мстиславича была проведена значительная достройка первоначального собора, заложенного Мономахом, о чём говорят летописные свидетельства. Однако, формулировка статьи за 6673 год о смерти Ростислава, приведённая в Супрасльской летописи — «святую Богородицу строил в Смоленьсце» — породила среди некоторых исследователей ошибочное предположение касаемо того, что слово «строил» следует понимать в значении «благоустраивал», «окружал заботами», а не, собственно, «строил».
Вопрос о достройке Успенского собора был окончательно снят по итогам работы на Соборной Горе археологической экспедиции в 1965 году. В ходе раскопок, проводимых вокруг существующего собора, были обнаружены многочисленные остатки древнего строительного материала, в частности, плинфы, принадлежащей зданию Успенского собора XII века. В результате анализа всех образцов найденной плинфы, её геометрической формы и размеров, состава примесей в тесте материала, изучения прочностных характеристик, наличия знаков и клейм на ряде образцов, исследователи пришли к выводам, позволившим классифицировать плинфу на две основные группы, категорически отличные друг от друга. Было установлено, что плинфа первой группы использовалась при постройке первоначального собора Владимира Мономаха начала XII века. Ко второй группе принадлежит более 70 % найденной плинфы, принадлежащей времени правления в Смоленске князя Ростислава Мстиславича, полностью идентичной плинфе, использованной при строительстве Борисоглебского собора Смядынского монастыря, заложенного при князе Ростиславе в 1145 году, что подтвердило факт достройки Успенского собора в правление этого князя. В 1150 году Успенский собор был повторно освящён, что, возможно, было связано с завершением нового этапа строительных работ.
Из Смоленских торговых грамот (договоров Смоленска с Ригой и Готским берегом) XIII—XIV веков известно, что в Смоленске в древности хранилось два эталона веса «вощных пуда». Один из них находился у епископа в Успенском соборе: «Лежить капь в святое богородице на горе, а другая в немецьскои богородици».

#### Уничтожение
В 1611 году после почти двухлетней обороны Смоленска от войск Речи Посполитой остатки гарнизона взорвали запасы взрывчатки, хранившейся в погребах вблизи соборного холма, в результате чего рухнула и часть собора, похоронив с собой много женщин и детей.
Поляки и Литвины восстановили здание собора, и в нём разместилась кафедра архиепископа Русской униатской церкви.

### История существующего здания

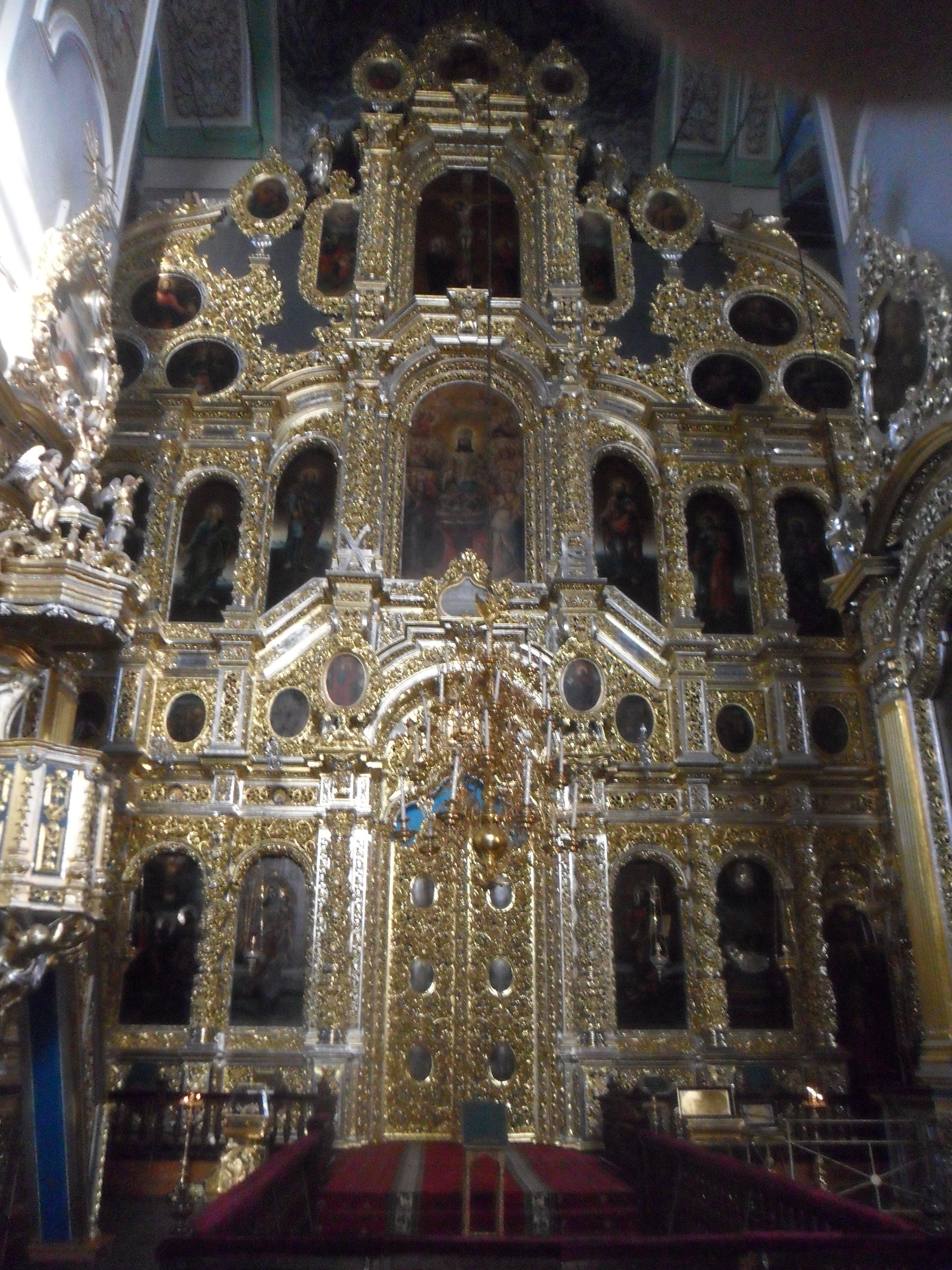
Пятиярусный иконостас

После включения Смоленска в состав Российского государства старое здание было разобрано в 1674—1675 годах. В 1677 году начато сооружение нового здания собора под наблюдением зодчего Алексея Королькова. Архитектор увеличил его размеры и допустил отступления от проекта, в результате высокие апсиды отошли от основного объёма.
Приостановленные в 1679 работы возобновились лишь в 1732 году. Через 8 лет было завершено строительство храма, увенчанного семью куполами синего цвета с золотыми звёздами. Тогда же артель резчиков (С. Трусицкий с помощниками П. Дурницким, Ф. Олицким и С. Яковлевым) выполнила пятиярусный иконостас. Впоследствии иконы не раз поновлялись. В 1740-е годы храм был расписан в стиле барокко.
Архитектор собора неизвестен, хотя краевед С. Д. Ширяев в 1924 году заявил, что по виденной им архивной записи в строительстве участвовал некто Антон Шедель, больше нигде не упоминаемый. В 1761 году обрушились центральная и западные главы собора. В 1767—1772 годах архитектор Пётр Обухов перестроил его верх, оставив традиционное пятиглавие.
Во время наполеоновского нашествия и ожесточённых боёв в округе здание собора не пострадало. Поражённый величием собора, Наполеон приказал поставить стражу для его охраны. Во время оккупации из церкви исчезло копьё святого Меркурия Смоленского. 
В 1941 году после вступления в Смоленск немецких войск генерал-полковник вермахта Гейнц Гудериан выкроил время, чтобы ознакомиться со Свято-Успенским собором, который он нашёл невредимым. В центральной и левой частях здания размещался антирелигиозный музей. Правая половина была отведена для богослужений. Генерал вспоминает:

…Серебряный алтарь и подсвечники, видимо, пытались спрятать, но не успели сделать до нашего прихода в город. Во всяком случае, все эти чрезвычайно ценные вещи лежали кучей в центре собора. Я приказал найти кого-нибудь из русских, на кого можно было бы возложить ответственность за сохранение этих ценностей. Нашли церковного сторожа-старика с длинной белой бородой, которому я передал через переводчика, чтобы он принял под свою ответственность ценности и убрал их на место. Ценнейшие позолоченные резные рамки иконостаса были в полной сохранности. Что стало потом с собором, я не знаю.
В 1954 году был похищен шлем святого Меркурия.

## Святыни
В соборе до 1941 года хранился первообраз Смоленской иконы Божией Матери, но после оккупации города немецкими войсками образ бесследно пропал.
В соборе находятся мощи Меркурия Смоленского, небесного покровителя Смоленска; выставлена также единственная сохранившаяся реликвия святого Меркурия Смоленского — железные сандалии.
Смоленская плащаница являются бесценным сокровищем Успенского собора. Она была создана в 1561 году в мастерской князей Старицких и преподнесена в дар московскому Успенскому собору. По своей древности, чистоте отделке, мастерству исполнения плащаница представляет собой драгоценную редкость. Размер её — 177 х 277 см.